# 太陽を抱く月
『太陽を抱く月』（たいようをいだくつき、朝: 해를 품은 달）は、2012年から韓国MBCにて、全20話で放送された李氏朝鮮の架空の時代を舞台にしたテレビドラマである。原作は、売上100万部を超えたチョン・ウングォルによる同題の小説。日本では2013年1月20日から6月23日までNHK BSプレミアム（毎週日曜21:00 - 22:00）にて放送した。

## あらすじ
朝鮮王朝の成祖(架空の王)が国を統治する時代。弘文館の大提学(テジェハク＝最高責任者)の娘ホ・ヨヌと世子(セジャ＝王位継承者として認められた王子)フォンは王宮での偶然の出会いから強く惹かれ合う。やがて揀擇(カンテク＝妃を選ぶ儀式・制度)により世子嬪(セジャピン＝世子の妃)に選ばれたヨヌは婚姻に向けて別宮「隠月閣」で暮らし始めるが、フォンとの幸せな日々も束の間、謎の病気に侵されてしまう。世子嬪の地位を剥奪され実家に戻されたヨヌは息を引き取り、フォンだけでなく、密かにヨヌを愛していた陽明君(フォンの異母兄)も深く嘆き悲しむ。だがヨヌの病気は、巫女のノギョンが大妃(テビ＝王の母)(後の大王大妃)の命令に逆らえずに行った呪詛によるものだった。実はヨヌは薬による仮死状態であり、ノギョンは埋葬されたヨヌを密かに助け出す。しかし、それより早く地中のひつぎの中で意識を取り戻したヨヌは、恐怖のあまりすべての記憶をなくしてしまっていた。ノギョンは、大妃には呪詛で尽きた霊力を取り戻すためと偽り、星宿庁の名もなき巫女として登録したヨヌとソル、チャンシルを連れて都を遠く離れる。
8年後、フォンは王としてようやく親政を行えるようになっていたが、政治の実権はユン・デヒョンら外戚の重臣達に握られていた。またヨヌに替わって世子嬪から中殿(チュンジョン＝王妃)の座についたボギョンを頑なに遠ざけ、亡きヨヌの面影を追う日々だった。
ボギョンとの間に早く世継ぎをと望む大王大妃(テワンテビ＝王の祖母)らは、体調のよくないフォンのために、王についた厄を引き受ける「厄受け巫女」を用意する。その巫女とは、フォンが山中で偶然出会い、「ウォル」という名を授けたヨヌだった。ノギョンが星宿庁に戻ろうとしないため、人質として大王大妃の配下に拉致されていたのだ。王と巫女として再会した2人だが、身分の差を越えて再び惹かれ合っていく。そんななか、体調が回復したフォンとボギョンの床入りの日が決められる。これまでのように体調不良を理由に拒絶するなら役目を果たせなかった巫女を処罰すると言われたフォンは仕方なく応じる。しかしヨヌが王妃になるのが天の定めと知るヘガク道士が密かに呪術を使い、当日フォンは病に倒れてしまう。ボギョンの証言から、王に寵愛される厄受け巫女が呪ったとされヨヌは捕縛されるが、その日彼女は自分といたと、ヨヌの無実を陽明君が証明する。偶然ヨヌと再会していた陽明君もまた、ヨヌと知らずに心惹かれ、今度こそ愛する人を守ると心に誓っていた。しかし王族と巫女が2人きりで会っていたことが問題視され、陽明君は謹慎、ヨヌは王族を惑わせた罪で活人署(ファリンソ)送りとなる。ヨヌが自分や陽明君を抑えつけるための政争の具にされていると痛感したフォンは、彼女を手放すことを決意する。ヨヌもまた、フォンが自分に別の誰かを重ねて見て、悲しみを新たにしているのをよく知るためフォンから離れようとしていた。
その頃、大王大妃とボギョンはそれぞれ「隠月閣」から聞こえる女の泣き声の幻聴に苦しんでいた。巫女を「怨霊受け」にできると聞かされた大王大妃は、日食の日にヨヌを「隠月閣」に閉じ込めるが、突然訪れた闇に衝撃を受けたヨヌはすべての記憶を取り戻す。同じ頃、ヨヌが亡くなった前後の経緯に不自然なものを感じて調査を進めていたフォンもまた、ヨヌの死が偽装で、巫女ウォルはヨヌなのだと知る。活人署から王宮のフォンの居室の奥に匿われたヨヌは、フォンとようやく幸せな時を過ごすが、すべてを公にすることは望まなかった。ヨヌの「死」やホ家の没落にはフォンの祖母や妹ミナ王女が関わっているとノギョンから明かされ、フォンにこれ以上つらい思いをさせたくはなかったのだ。だが、父・成祖もまたすべてを知りながら隠蔽していたと知ったフォンは、王として、そしてヨヌのために道理を正さなければいけないと決意する。フォンはまず祖母の大王大妃に政治から身を引くよう言い渡す。フォンが重臣たちも粛清するつもりだとわかったユン・デヒョンは、フォンを王の座から引きずり下ろし、陽明君を王に据えようと企み、大王大妃を暗殺。さらにヨムも殺害しようとするが、彼を庇ったソルが命を落とす。
陽明君もまた、ふとしたことからウォルがヨヌだと気づいていて、フォンと刃を交えてでも彼女を渡すまいと考えていたが、やはり弟を斬ることはできなかった。フォンと陽明君はデヒョンの陰謀に乗ったと見せかけ、謀反を起こしたデヒョンやその一派を一網打尽にする。だが、自分がいる限り朝廷に政争が起き続けると知っている陽明君は、あえて敵に斃されることを選ぶ。またその頃、ヨヌが生きていたこと、自分は父からも見捨てられたことを知ったボギョンは、父の謀反の行方を見ることなく自ら命を断つ。ヨヌはようやく母に生きていることを明かせたものの、懐妊していたミナ王女は出産後に奴婢(ノビ,ぬひ)の身分に落とされることが決まり、ノギョンはすべてを浄化するために慰霊祭を行ったのち息絶える。
数年後、王妃となったヨヌは王子にも恵まれフォンと仲睦まじく暮らしていた。また赦免されたミナは奴婢から良人の身分となり、ミナを忘れられないヨムもまたミナを許し親子3人で生きていくことを決める。

## キャスト

### 主要人物
イ・フォン（李暄）
演：キム・スヒョン / 子役：ヨ・ジング / 日本語吹替：新垣樽助
本作の主人公。成祖と王妃ハン氏の息子で世子(セジャ＝王位継承者として認められた王子)。陽明君の異母弟でミナ王女の実兄。短気で少しわがままだが、強い意志と胆力を持っている。15歳の時にヨヌと出会い恋に落ちるが、世子嬪として迎えた彼女を病で失い、心に深い傷を負った。さらに父や自分が期待をかけていたホ家が凋落し、大妃や外戚達の思惑を思い知る。王となってからもそれらと孤独に戦い続け、政略で王妃の座についたボギョンにも決して心を許さない。ヨヌの死から8年後、運命的に出会った巫女ウォルを初めは警戒するが、彼女のヨヌにも通じる聡明さや優しさに触れ徐々に惹かれていく。やがて、ヨヌの死には実妹のミナ王女が深く関わり、黒幕は祖母の大王大妃と義父のユン・デヒョンと判明して苦しむも、容赦ない裁きを下す。
兄の陽明君ともヨヌと王座を巡って対立するが、謀反の日に陽明君の想いを知り涙する。
ホ・ヨヌ（許煙雨）/ ウォル（月）
演：ハン・ガイン / 子役：キム・ユジョン / 日本語吹替：沢城みゆき
本作のヒロイン。ホ・ヨンジェの娘でヨムの妹。「ヨヌ（煙雨）」は「霧雨」の意味だとフォンから教えられる。心優しく聡明で、国の政治に対してもしっかりとした意見を持つ強さもある。13歳の時に揀擇によって世子嬪に選ばれたが、病の床につく。「死後も苦しみが続く『巫病』」というノギョンの言葉を信じたヨヌの父が、彼女から渡された安らかに死ねるという薬をヨヌに飲ませ、仮死状態になる。ノギョンによって墓から助け出されたものの記憶を失い、ノギョンに言われるがまま自分を「家族に捨てられた巫女」と思って成長した。フォンに再会して徐々に記憶が蘇り、フォンのかつての幸福と悲嘆を知っても、それは自分の記憶ではないと思い込む。
ヤンミョングン（陽明君）
演：チョン・イル / 子役：イ・ミンホ / 日本語吹替：小松史法
成祖と禧嬪パク氏の息子で王子。フォンとミナの異母兄。フォンとは仲が良く互いに大切に思っているが、政争の火種となることを憂慮する成祖からは遠ざけられ、王子の身でありながら宮廷に自由に出入りすることもできない。放浪の旅に出たりと自由気ままに暮らしていても、自宅にはフォンに替わって彼を担ぎ出そうとする者達が後を絶たない。ヨムやジェウンとは竹馬の友であり、ヨヌには恋心を抱いているが彼女が亡くなるまで素直に想いを伝えられず、またヨヌとフォンが相思相愛と知って身を引いたことをずっと悔やんでいる。フォンと同じように巫女ウォルに惹かれ、彼女を巡ってフォンと対立する。
ユン・ボギョン（尹宝鏡）
演：キム・ミンソ / 子役：キム・ソヒョン / 日本語吹替：渋谷はるか
ユン・デヒョンの娘。気位が高く、気に入らない人間には容赦ない仕打ちを加えるような裏の顔を持つ。大妃（のちの大王大妃）や父の策謀で世子嬪に内定していたが、フォンが世論を動かし公平な揀擇が行われ、世子嬪にはヨヌが選ばれたためヨヌに憎しみを募らせる。ヨヌが謀略で殺されたと知りながら口を閉ざし、大妃の推薦で世子嬪、のちに中殿(正妃)になる。しかし、一途に想うフォンに拒み続けられ、その焦りやウォルへの嫉妬、ヨヌの死への罪悪感、さらには父から裏切られるのではないかという恐怖心から徐々に心の均衡を崩していく。

### 王族とその関係者
大王大妃（テワンテビ）ユン氏
演：キム・ヨンエ / 日本語吹替：弥永和子
成祖の母でフォンの祖母。王座と一族の地位を磐石にすることだけを常に考え、成祖の異母弟ウィソン君やヨヌの殺害を命じた張本人。まだ年若い孫娘のミナ王女にすら、手を貸してくれればヨムと結婚できると甘言を弄し、ヨヌへの呪詛に協力させた。成祖の死後は大妃から大王大妃になり、外戚の専横を排除したいフォンと対立する。のちに甥であるデヒョンに裏切られ暗殺された。　
成祖（ソンジョ）
演：アン・ネサン / 日本語吹替：山路和弘
朝鮮王朝の王。フォンと陽明君・ミナ王女の父。民を思う賢王であるが、実の母の大妃とユン・デヒョンが異母弟のウィソン君を殺した事を契機に己の私情を見せぬように努め、側室との間の子である陽明君をも遠ざける。外戚の力を少しでも弱めるため、ホ・ヨンジェを側近とし、フォンの師となったヨムと世子嬪となったヨヌは息子の力になってくれるだろうと期待していたが、ヨヌが亡くなり、それにミナ王女が関わっていたことからすべて断念し、秘密を抱えたまま亡くなった。
王妃ハン氏
演：キム・ソンギョン / 日本語吹替：坪井木の実
成祖の正室。フォン、ミナの母。禧嬪や陽明君にも気を配る優しい女性。
禧嬪パク氏
演：キム・イェリョン / 日本語吹替：大坂史子
成祖の側室。陽明君の母。慎ましく控えめで、宮廷での陽明君の立場が危ういことを案じている。成祖亡き後は出家して寺で暮らしている。
ミナ（旼花）王女
演：ナム・ボラ / 子役：チン・ジヒ / 日本語吹替：小林由美子
成祖と王妃ハン氏の娘。フォンの実妹で陽明君の異母妹。明るく天真爛漫だが、同じ年頃のヨヌやボギョンに比べると幼さが目立ち、父親に溺愛されて自分の望みはなんでも叶うと思っている。フォンの師となったヨムの美しさと聡明さに心を奪われ、自身もヨムに教えを請いたい、結婚したいと願う。師の代わりにヨヌとボギョンが彼女の学友になったが、ヨムの妹であるヨヌを悪気なく贔屓し、ボギョンが嫉妬心を抱く一因を作った。さらにヨムとの結婚は、彼を将来の重臣にと考えている成祖に一蹴された。しかし、決して諦めようとせず、その激しい執着心を大妃（のちの大王大妃）によってヨヌへの呪詛を強める力として利用されてしまう。ヨムの妻となって夫と義母と幸せな日々を送るが、あるとき義父の死の真相を聞かされる。ヨムと結婚できると祖母に唆された自分の罪の重さを改めて思い知るが、フォンに罪を暴かれ追及された時には「何度やり直しても私は同じ道を選ぶ」と言い切る。
ユン・デヒョン
演：キム・ウンス / 日本語吹替：磯部勉
大妃（のちの大王大妃）ユン氏の甥で、ボギョンの父。大王大妃と組んで様々な謀略を実行し、外戚勢力を拡大させ続けてきた。ボギョンが世子嬪になったことにより権力を強め、8年後には国舅として領議政（ヨンウィジョン：宮廷の最高官職）に登り詰める。その後も、ボギョンがフォンの心を射止められず子供を授かれないことを非難し続け、親戚の娘をボギョンの代わりに据えようとしたり、心を病んだボギョンに冷たい言葉を投げるなど娘の気持ちを顧みることなく、権力だけを追い求める。
フォンが巫女のウォルに思いを寄せていると知ってからはウォルを利用しようとしたり陽明君に謀反をそそのかしフォンを陥れようと画策する。だが、陽明君には謀反の際に裏切られ最後は陽明君の手で殺害される。
キム・ジェウン（ウン〈雲〉）
演：ソン・ジェリム/ 子役：イ・ウォングン / 日本語吹替：保村真
陽明君・ヨムの親友であり、フォンの「雲剣（ウンゴム:護衛官）」。総髪（髷を結わず前髪を伸ばした花郎風の髪型）の美青年。武芸の達人で口数が少なく冷静沈着。ヨムとともに受けた科挙の武科に首席合格し、のちに護衛官としてフォンに仕える。彼を見た女官たちから「絵のような美形」だと人気がある。フォンに忠実だが、時として陽明君との間で揺れる。ドラマ内では描かれていないが、原作小説では巫女ウォルを慕う。
ヒョンソン
演：チョン・ウンピョ / 日本語吹替：田村勝彦
フォン付きの内官。世子時代からフォンが心許せる数少ない存在。小柄で剽軽な善人だがよく歯を見せて笑うので、フォンからは冗談交じりに「お前はおしゃべり」と言われている。

### ホ（許）家
許瑛渽（ホ・ヨンジェ）
演：ソヌ・ジェドク / 日本語吹替：加藤亮夫
ヨヌの父。弘文館大提学。権力闘争とは無縁の清廉な人柄で成祖の信頼も厚い。だがヨヌはもともと病気だったのをホ家は隠していたとして流刑になる。家族を深く愛し、病に苦しむヨヌを安らかに逝かせるためにノギョンから受け取った薬を飲ませたことに自責の念を抱き続け、ヨムとミナ王女の結婚を見届けたのち自害した。
シン氏
演：ヤン・ミギョン / 日本語吹替：篠原恵美
ヨヌの母。貞敬夫人（チョンギョンプイン、外命婦（ウェミョンブ：宮中外の女性）の最高地位）。家族思いの良妻賢母。ヨヌを妊娠中にノギョンの親友の巫女アリを助ける。ヨヌが亡くなってからは酷く落ち込み、見知らぬ娘をヨヌと思い込むなど心を病んだが、息子のヨム同様、ミナ王女の明るさにホ家は救われたと考え、彼女を大切にしている。
ホ・ヨム（許炎）
演：ソン・ジェヒ / 子役：イム・シワン / 日本語吹替：佐藤拓也
ヨヌの兄。科挙の文科に首席合格し、17歳で世子に経書を教える「文学（ムナク）」に選ばれるほどの英才なうえ、性格や容姿も優れている。同じ師匠に学んだ学友として陽明君、キム・ジェウンと親しく、成祖にはフォンの側近となることを嘱望されていた。しかし父と同じくヨヌの病によって「文学」の職を解かれたのち、ミナ王女との婚姻で儀賓（ウィビン）となり、官職に就くことはできなくなった。だが彼女の明るさや一途さは、ホ家やヨム自身の救いにもなったと王女を心から愛する。
8年前に瀕死のヨヌがフォンにあてて遺した手紙をヨヌの部屋で見つけ、フォンがヨヌの死の真相を調査するきっかけを作る。
ミナ王女が奴婢の身分に落とされたあとは、官吏として表舞台に復帰し、ミナ王女との間の息子ウィを男手ひとつで育てている。
ソル（雪）
演：ユン・スンア / 子役：ソ・ジヒ / 日本語吹替：小松由佳
ホ家の使用人。身分は奴婢だがヨヌは大切な友人として接し、彼女もそんなヨヌを慕っている。『雪（ソル）』と名付けてくれたヨヌの兄ヨムに淡い恋心を抱いている。ヨヌが墓から助け出される場面に偶然遭遇したが、ノギョンからヨヌのためだと口止めされて、記憶を失ったヨヌに真実を言えぬまま仕え続ける。ヨヌを守るために憧れだった剣術を身につけ、男装している。
8年後、都に戻ってからも時々ホ家にヨムの様子を見に行っており、何も知らずに妹を殺した女と結婚したヨムに同情しながら傷ついている。

### 星宿庁
チャン・ノギョン
演：チョン・ミソン / 日本語吹替：岡寛恵
都巫女（トムニョ）、星宿庁（ソンスチョン）の国巫（クンム）。朝鮮最高の霊力を持つ巫女。親友のアリからヨヌを守るよう託されたが、その時は誰のことかわからず、13年後に宮廷で一目見てヨヌのことだと悟る。またボギョンについても「王妃の相ではないが交泰殿（王妃の寝殿）に入る」と見定める。星宿庁の後ろ盾である大妃（のちの大王大妃）の圧力を受けヨヌに死の呪いをかけた一方で、アリの願いを受けヨヌの死を偽装し助け匿う。
その後、巫女となったヨヌを神娘として養女にする。ヨヌが再びフォンと出会えば、ヨヌには苛酷な運命が待ち受けているとわかるため、都に戻らずソル、チャンシルも引き連れて各地を点々とする日々を過ごす。
チャンシル
演：ペ・ヌリ / 子役：チョ・ミンア / 日本語吹替：久野美咲
巫女。天性の霊力を持つ。幼い頃、詐欺師のもとで虐待を受けながら生きていたが、陽明君に助けられ、その後ノギョンに引き取られた。ノギョンにどれだけ厳しく躾けられても、霊力で見えたものを気づかぬうちに口にしてしまう。ヨヌやソルを姉のように慕っている。
アリ
演：チャン・ヨンナム / 日本語吹替：木下紗華
星宿庁の巫女。親友ノギョンにも匹敵する霊力を持つ。成祖の異母弟・ウィソン君と愛し合っていたが、彼がユン・デヒョンに殺される場面を目撃したために、謀反人の濡れ衣を着せられ処刑された。ヨヌを身ごもっていたシン氏に一時匿われた時に、ヨヌ・フォン・陽明君の運命を見抜き、シン氏にはお腹の子を死んでも守ると誓った。

### その他
ヘガク道士
演：キム・イクテ / 日本語吹替：土師孝也
昭格署（ソギョクソ:道教の祭祀を行う部署）の道士。天が定めた通りにヨヌが王妃になるべきだと考え、時にノギョンを叱咤して密かにヨヌをフォンのもとへと導く。
ムン・ジバン
観象監の地理学教授。大王大妃からチャン・ノギョンを朝廷に連れ戻すそうに命じられるが失敗、手ぶらでは戻れないのでウォルを拉致して連れ帰り、人間御札としてフォンを薬で眠らせ王の寝所につかせる案を実行する。
ホン・ギュテ
演：ユン・ヒソク / 日本語吹替：川島得愛
成均館の儒生だった時に、フォンに助言されて「公正な揀擇を」という世論を起こし、ボギョンの内定を取り消させた。8年後は義禁府都事(ウィグムブトサ＝中級官吏)になっていて、ヨヌの死に関する全貌を調べるようフォンの命を受ける。

## 視聴率
| Ep          | 放送日        | 平均オーディエンスシェア | 平均オーディエンスシェア | 平均オーディエンスシェア | 平均オーディエンスシェア | 参考                 |
| Ep          | 放送日        | AGBニールセン            | AGBニールセン            | TNmS                     | TNmS                     | 参考                 |
| Ep          | 放送日        | 全国                     | ソウル                   | 全国                     | ソウル                   | 参考                 |
| ----------- | ------------- | ------------------------ | ------------------------ | ------------------------ | ------------------------ | -------------------- |
| 1           | 2012年1月4日  | 18.0％                   | 19.7％                   | 15.0％                   | 16.9％                   | [ 34 ] [ 35 ] [ 36 ] |
| 2           | 2012年1月5日  | 19.9％                   | 22.2％                   | 17.3％                   | 20.8％                   |                      |
| 3           | 2012年1月11日 | 23.2％                   | 26.1％                   | 19.4％                   | 22.3％                   | [ 37 ]               |
| 4           | 2012年1月12日 | 23.4％                   | 26.0％                   | 20.6％                   | 25.1％                   |                      |
| 5           | 2012年1月18日 | 24.9％                   | 28.3％                   | 21.6％                   | 24.9％                   | [ 38 ] [ 39 ]        |
| 6           | 2012年1月19日 | 29.3％                   | 32.9％                   | 25.9％                   | 28.6％                   | [ 40 ] [ 41 ] [ 42 ] |
| 7           | 2012年1月25日 | 29.7％                   | 33.8％                   | 25.5％                   | 28.8％                   |                      |
| 8           | 2012年1月26日 | 31.7％                   | 35.3％                   | 26.2％                   | 29.4％                   |                      |
| 9           | 2012年2月1日  | 34.5％                   | 38.9％                   | 28.4％                   | 32.3％                   | [ 43 ]               |
| 10          | 2012年2月2日  | 37.1％                   | 40.5％                   | 30.5％                   | 35.1％                   | [ 44 ] [ 45 ]        |
| 11          | 2012年2月8日  | 37.1％                   | 41.7％                   | 34.3％                   | 38.6％                   | [ 46 ] [ 47 ]        |
| 12          | 2012年2月9日  | 37.1％                   | 40.8％                   | 33.7％                   | 37.8％                   | [ 48 ]               |
| 13          | 2012年2月15日 | 38.4％                   | 42.9％                   | 34.6％                   | 39.3％                   | [ 49 ]               |
| 14          | 2012年2月16日 | 37.6％                   | 42.1％                   | 37.2％                   | 42.0％                   |                      |
| 15          | 2012年2月22日 | 39.1％                   | 43.1％                   | 37.7％                   | 42.6％                   |                      |
| 16          | 2012年2月23日 | 41.3％                   | 46.1％                   | 39.8％                   | 45.5％                   | [ 50 ] [ 51 ] [ 52 ] |
| 17          | 2012年2月29日 | 36.0％                   | 39.7％                   | 33.3％                   | 36.1％                   |                      |
| 18          | 2012年3月1日  | 41.2％                   | 45.8％                   | 40.7％                   | 47.0％                   | [ 53 ] [ 54 ]        |
| 19          | 2012年3月14日 | 38.7％                   | 41.8％                   | 38.9％                   | 42.9％                   | [ 55 ] [ 56 ]        |
| 20          | 2012年3月15日 | 42.2％                   | 45.8％                   | 42.3％                   | 46.5％                   | [ 57 ] [ 58 ] [ 59 ] |
| 平均        | 平均          | 33.0％                   | 36.7％                   | 30.1％                   | 34.1％                   |                      |
| スペシャル1 | 2012年3月7日  | 24.5％                   | 26.9％                   | 24.7％                   | 26.0％                   |                      |
| スペシャル2 | 2012年3月8日  | 19.2％                   | 20.1％                   | 19.8％                   | 21.7％                   |                      |

## スタッフ
- 原作：チョン・ウングォル
- 演出：キム・ドフン(김도훈)、イ・ソンジュン(이성준)
- 脚本：チン・スワン（朝鮮語版）

## 賞とノミネート
| 年   | 賞                                  | カテゴリー                 | 受信者                           | 結果       | 参照。 |
| ---- | ----------------------------------- | -------------------------- | -------------------------------- | ---------- | ------ |
| 2012 | 第48回 百想芸術大賞                 | 最優秀ドラマ賞             | 太陽を抱く月                     | 受賞       |        |
| 2012 | 第48回 百想芸術大賞                 | TV部門ベストディレクター   | キム・ドフン イ・ソンジュン      | ノミネート |        |
| 2012 | 第48回 百想芸術大賞                 | TV部門最優秀俳優賞         | キム・スヒョン                   | 受賞       |        |
| 2012 | 第48回 百想芸術大賞                 | TV部門新人俳優賞           | ヨ・ジング                       | ノミネート |        |
| 2012 | 第48回 百想芸術大賞                 | TV部門新人女優賞           | キム・ユジョン                   | ノミネート |        |
| 2012 | 第48回 百想芸術大賞                 | TV部門人気俳優賞           | キム・スヒョン                   | ノミネート |        |
| 2012 | 第48回 百想芸術大賞                 | TV部門人気俳優賞           | チョン・イル                     | ノミネート |        |
| 2012 | 第48回 百想芸術大賞                 | TV部門人気俳優賞           | ヨ・ジング                       | ノミネート |        |
| 2012 | 第48回 百想芸術大賞                 | TV部門人気俳優賞           | イム・シワン                     | ノミネート |        |
| 2012 | 第48回 百想芸術大賞                 | TV部門人気女優賞           | ハン・ガイン                     | ノミネート |        |
| 2012 | 第48回 百想芸術大賞                 | TV部門人気女優賞           | キム・ユジョン                   | ノミネート |        |
| 2012 | 第6回Mnet20's Choice Awards         | 20代のドラマスター賞       | キム・スヒョン                   | 受賞       |        |
| 2012 | 第6回Mnet20's Choice Awards         | next俳優賞                 | ヨ・ジング                       | 受賞       |        |
| 2012 | 第6回Mnet20's Choice Awards         | next俳優賞                 | キム・ユジョン                   | ノミネート |        |
| 2012 | 第39回韓国放送賞                    | 最優秀俳優賞               | キム・スヒョン                   | 受賞       |        |
| 2012 | 第18回上海テレビ祭 マグノリア賞     | 最優秀外国TVシリーズの銀賞 | 太陽を抱く月                     | 受賞       |        |
| 2012 | 第7回ソウル国際ドラマアワード       | 傑出した韓国ドラマ         | 太陽を抱く月                     | ノミネート |        |
| 2012 | 第7回ソウル国際ドラマアワード       | 最優秀俳優賞               | キム・スヒョン                   | ノミネート |        |
| 2012 | 第7回ソウル国際ドラマアワード       | 最優秀女優賞               | ハン・ガイン                     | ノミネート |        |
| 2012 | 第14回 Mnetアジア音楽賞             | 最優秀作曲賞               | 過去にさかのぼる-リン            | ノミネート |        |
| 2012 | 第4回ピアソン映画祭                 | 子役賞                     | ヨ・ジング                       | 受賞       |        |
| 2012 | 第4回ピアソン映画祭                 | 子役賞                     | キム・ユジョン                   | 受賞       |        |
| 2012 | 第5回 コリアドラマアワード          | 大賞                       | キム・スヒョン                   | ノミネート |        |
| 2012 | 第5回 コリアドラマアワード          | 最優秀ドラマ賞             | 太陽を抱く月                     | ノミネート |        |
| 2012 | 第5回 コリアドラマアワード          | 優秀女優賞                 | チョン・ミソン                   | ノミネート |        |
| 2012 | 第5回 コリアドラマアワード          | 新人俳優賞                 | イム・シワン                     | ノミネート |        |
| 2012 | 第5回 コリアドラマアワード          | 子役賞                     | キム・ユジョン                   | ノミネート |        |
| 2012 | 第5回 コリアドラマアワード          | 子役賞                     | キム・ソヒョン                   | ノミネート |        |
| 2012 | 第5回 コリアドラマアワード          | 子役賞                     | ヨ・ジング                       | ノミネート |        |
| 2012 | 第5回 コリアドラマアワード          | 最優秀作曲賞               | 過去にさかのぼる-リン            | 受賞       |        |
| 2012 | 第1回 K-Dramaスターアワード         | 最優秀女優賞               | ハン・ガイン                     | ノミネート |        |
| 2012 | 第1回 K-Dramaスターアワード         | 優秀俳優賞                 | キム・スヒョン                   | 受賞       |        |
| 2012 | 第1回 K-Dramaスターアワード         | 優秀女優賞                 | チョン・ミソン                   | ノミネート |        |
| 2012 | 第1回 K-Dramaスターアワード         | 子役賞                     | キム・ユジョン                   | 受賞       |        |
| 2012 | 第25回グリマエ賞                    | PD賞                       | キム・スンイル ジョン・スンウ    | 受賞       |        |
| 2012 | MBC演技大賞                         | 大賞                       | キム・スヒョン                   | ノミネート |        |
| 2012 | MBC演技大賞                         | 大賞                       | ハン・ガイン                     | ノミネート |        |
| 2012 | MBC演技大賞                         | 最優秀ドラマ賞             | 太陽を抱く月                     | 受賞       |        |
| 2012 | MBC演技大賞                         | 最優秀俳優賞               | キム・スヒョン                   | 受賞       |        |
| 2012 | MBC演技大賞                         | 最優秀女優賞               | ハン・ガイン                     | 受賞       |        |
| 2012 | MBC演技大賞                         | 優秀俳優賞                 | チョン・イル                     | ノミネート |        |
| 2012 | MBC演技大賞                         | 演技俳優賞                 | キム・ウンス                     | ノミネート |        |
| 2012 | MBC演技大賞                         | 演技俳優賞                 | チョン・ウンピョ                 | ノミネート |        |
| 2012 | MBC演技大賞                         | 演技女優賞                 | ヤン・ミギョン                   | 受賞       |        |
| 2012 | MBC演技大賞                         | 演技女優賞                 | チョン・ミソン                   | ノミネート |        |
| 2012 | MBC演技大賞                         | 新人俳優賞                 | イム・シワン                     | ノミネート |        |
| 2012 | MBC演技大賞                         | 新人女優賞                 | キム・ミンソ                     | ノミネート |        |
| 2012 | MBC演技大賞                         | 新人女優賞                 | ナム・ボラ                       | ノミネート |        |
| 2012 | MBC演技大賞                         | 子役賞                     | ヨ・ジング                       | 受賞       |        |
| 2012 | MBC演技大賞                         | 子役賞                     | イ・ミンホ                       | ノミネート |        |
| 2012 | MBC演技大賞                         | 子役賞                     | キム・ユジョン                   | 受賞       |        |
| 2012 | MBC演技大賞                         | 子役賞                     | キム・ソヒョン                   | 受賞       |        |
| 2012 | MBC演技大賞                         | 子役賞                     | チン・ジヒ                       | ノミネート |        |
| 2012 | MBC演技大賞                         | 脚本賞                     | チン・スワン                     | 受賞       |        |
| 2012 | MBC演技大賞                         | 人気賞                     | キム・スヒョン                   | 受賞       |        |
| 2012 | MBC演技大賞                         | 人気賞                     | ハン・ガイン                     | ノミネート |        |
| 2012 | MBC演技大賞                         | 人気賞                     | ヨ・ジング                       | ノミネート |        |
| 2012 | MBC演技大賞                         | 人気賞                     | チョン・イル                     | ノミネート |        |
| 2012 | MBC演技大賞                         | 人気賞                     | キム・ユジョン                   | ノミネート |        |
| 2012 | MBC演技大賞                         | 人気賞                     | キム・ソヒョン                   | ノミネート |        |
| 2012 | MBC演技大賞                         | 人気賞                     | イム・シワン                     | ノミネート |        |
| 2012 | MBC演技大賞                         | ベストカップル賞           | キム・スヒョン＆ハン・ガイン     | ノミネート |        |
| 2012 | MBC演技大賞                         | ベストカップル賞           | キム・スヒョン＆チョン・ウンピョ | ノミネート |        |
| 2012 | MBC演技大賞                         | ベストカップル賞           | ヨ・ジング＆キム・ユジョン       | ノミネート |        |
| 2013 | 第46回ワールドフェスト-ヒューストン | 特別審査員賞               | 太陽を抱く月                     | 受賞       |        |

## ミュージカル版
原作小説『太陽を抱く月』をもとにミュージカルも制作され、日本でも上演された。
- 2013年6月　龍仁にてプレビュー公演、7月 ソウルにて本公演[1]

イ・フォン 演 - キム・ダヒョン、チョン・ドンソク
ホ・ヨヌ 演 - チョン・ミド、アン・シハ
- 2013年12月12～15日　東京・青山劇場[61]

イ・フォン 演 - ソンジェ(超新星)
ホ・ヨヌ 演 - Lina(天上智喜)
- 2014年2月　ソウル公演、3月　水原公演[62]

イ・フォン 演 - キュヒョン(SUPER JUNIOR)、キム・ダヒョン、チョン・ドンソク
ホ・ヨヌ 演 - ソヒョン(少女時代)、Lina(天上智喜)、チョン・ジェウン
- 2014年11月7～10日　東京・六本木ブルーシアター[64]

イ・フォン 演 - ソンモ(超新星)
ホ・ヨヌ 演 - キム・クムナ
- 2015年2月20～22日　大阪・シアターBRAVA![65]

イ・フォン 演 - ソンモ(超新星)
ホ・ヨヌ 演 - ユ・アラ(元HELLOVENUS)
- 2015年7月24～26日　東京・Zeppブルーシアター六本木[66]

イ・フォン 演 - ソンモ(超新星)
ホ・ヨヌ 演 - イェナ